# Контакт (сериал, 2021)
«Конта́кт» — российский драматический телесериал о том, как отец пытается наладить отношения с дочерью при помощи социальных сетей. Производством проекта занимаются компании Good Story Media и «Среда». Для актёра Евгения Стычкина первый сезон телесериала стал дебютной режиссёрской работой в жанре многосерийного кино.
Онлайн-премьера телесериала состоялась 9 сентября 2021 года на видеоплатформе Premier. Телевизионная премьера состоялась на канале ТНТ 11 октября 2021 года в 22:00.
12 августа 2022 года телесериал был официально продлён на второй сезон.
Премьера второго сезона состоялась 24 августа 2023 года в онлайн-кинотеатре Premier. Новые серии размещались еженедельно по четвергам.
14 сентября 2023 года было официально объявлено, что второй сезон станет последним. Заключительная серия вышла 5 октября 2023 года.

## Сюжет
От опера Глеба Барнашова уходит любимая жена. Он впадает в затяжную депрессию и начинает злоупотреблять алкоголем. Видя это, начальство переводит Барнашова в отдел по делам несовершеннолетних, где выясняется, что Глеб совершенно не понимает современных детей, а особенно — свою дочь Юлю. Для того, чтобы хоть как-то наладить с ней отношения, а заодно и иметь возможность её контролировать, он просит одного из провинившихся подростков подружиться с ней в одной из соцсетей и передать ему доступ к аккаунту.

## Актёры и роли

### В главных ролях
| Актёр         | Роль                                                            |
| ------------- | --------------------------------------------------------------- |
| Павел Майков  | Глеб Анатольевич Барнашов инспектор по делам несовершеннолетних |
| Ирина Паутова | Юлия (Юля) Глебовна Барнашова дочь Глеба                        |

### В ролях
| Актёр                        | Роль                                                                    |
| ---------------------------- | ----------------------------------------------------------------------- |
| Вильма Кутавичюте            | Екатерина Юрьевна Вяльбе инспектор по делам несовершеннолетних          |
| Равшана Куркова              | Регина Борисовна Кравцова мать Артемия                                  |
| Алексей Лукин                | Артемий Павлович Кравцов сын Регины и парень Юли                        |
| Александр Трачевский         | Михаил одноклассник Юли                                                 |
| Карина Александрова          | Кристина Лютая                                                          |
| Алексей Агранович            | Пётр Тарасов                                                            |
| Максим Виторган              | Александр Падин муж Регины                                              |
| Роман Маякин                 | Николай Елисеев майор полиции, сотрудник убойного отдела                |
| Влада Лукина                 | Светлана Куклина одноклассница Юли                                      |
| Дмитрий Мальков              | Владимир Шулятьев (Шуля) одноклассник Юли                               |
| Юрий Кузнецов                | Анатолий Игоревич Барнашов отец Глеба                                   |
| Сергей Гилёв                 | Макар криминальный бизнесмен                                            |
| Юлия Марченко (2 сезон)      | Шумилова                                                                |
| Мадлен Джабраилова           | Акимова завуч (1 сезон), директриса (2 сезон)                           |
| Сергей Горобченко (1 сезон)  | Родион Поршнев отец Поршнева                                            |
| Яна Крайнова (1 сезон)       | мать Поршнева                                                           |
| Агриппина Стеклова (1 сезон) | Ираида Петровна Нуждина полковник полиции, руководитель убойного отдела |
| Виктор Цекало (1 сезон)      | врач-онколог                                                            |

## Производство
Впервые о телесериале было официально объявлено на презентации нового сезона телеканала «ТНТ» 29 октября 2020 года.
Съёмки первого сезона телесериала проходили с августа по декабрь 2020 года. По данным Mediascope TV, он вошёл в топ-5 самых популярных телесериалов сезона ТНТ.
8 июня 2021 года телесериал был представлен на Международном онлайн-рынке фильмов, сериалов, телешоу и анимации Key Buyers Event: digital edition.
29 сентября 2022 года состоялся показ четырёх серий в рамках фестиваля «Киношок» — проект участвовал в конкурсе многосерийных художественных фильмов «ТВ-Шок».
Съёмки второго сезона проходили с сентября по декабрь 2022 года.
Во втором сезоне телесериала актёра Максима Виторгана вырезали из сцен с его участием, заменив на дипфейк, также убрав упоминание из титров. Ранее Виторган выступал с осуждением российского вторжения на Украину.

## Список сезонов
| Сезон | Сезон | Серии | Период трансляции           |
| ----- | ----- | ----- | --------------------------- |
|       | 1     | 9     | 9 сентября — 5 октября 2021 |
|       | 2     | 8     | 24 августа — 5 октября 2023 |

### Сезон 1
| № серии | Описание | Премьера         |
| ------- | --- | ---------------- |
| 1       | Глеб Барнашов – следователь в отделе по делам несовершеннолетних, утром собирается на работу и ссорится со своей дочерью Юлей из-за того, что она слишком долго сидит в ванной и не добавляет его в друзья в популярную социальную сеть «контакт». Тарасов (друг Барнашова) советует ему завести фейковый аккаунт, чтобы контролировать дочь, но Юля блокирует его, даже не ответив. В то же утро Глеб узнает, что неизвестные сожгли его машину. На работе Екатерина Юрьевна (коллега Глеба, которая к нему неравнодушна) просит помочь одному из подростков, доставленных в отделение. Тот сбросил с балкона банку с огурцами на чужую машину.                      | 9 сентября 2021  |
| 2       | В отделение к Барнашову попадает подросток по имени Денис, который жестоко издевается над животными (варит котят). Глеб проводит с ним профилактическую, после чего он попадает в больницу. Родители Дениса говорят, что они много работали с Денисом - были у психиатра, пили антидепрессанты, но ничего не помогало. Барнашов замечает, что они выделяют только одного ребенка – младшего брата Дениса. Выясняется, что Денис не родной сын своего отца, а его настоящий отец сидит в тюрьме. | 9 сентября 2021  |
| 3       | В отдел поступает новый трудный подросток – Лютая. Она создает фейковые аккаунты больных детей и собирает деньги на лечение. Глеб понимает, что ничего не может с ней сделать, и ему приходится ее отпустить. Вскоре она создает фальшивое объявление о том, что у него вымышленный рак и люди начинают переводить ему деньги, в качестве помощи. | 14 сентября 2021 |
| 4       | Во флэшбеке показано, как Глеба уволили из убойного отдела, где он раньше работал. Он посадил депутата, вопреки негласному приказу своей начальницы – Ираиды. В настоящее время Глеб пытается вернуться, но Ираида ему отказывает. Елисеев (бывший напарник Глеба) предлагает ему аферу – Глеб подставит Ираиду – принесет ей взятку, а доказательства запишет на камеру, благодаря чему Ираиду снимут с должности, а начальном станет сам Елисеев. В обмен на помощь, Елисеев вернет Глеба работать обратно в убойный отдел. Но Барнашов отказывается и сдает Елисеева. В отместку тот грозится лишить его родительских прав.                                        | 16 сентября 2021 |
| 5       | Две девочки полезли на крышу делать селфи, и одна из них сорвалась вниз, получив множественные травмы. Вяльбе (коллега Глеба, которая к нему не равнодушна), приглашает его и Юлю в гости к себе на дачу. Глеб уверен, что Юля не поедет, но та неожиданно соглашается. По дороге на дачу Юля дерзит Вяльбе, упрекая ее в том, что ей нравятся алкаши с синдромом жертвы, но вскоре они мирятся. На даче выясняется, что кто-то вломился в дом к Вяльбе. Глеб быстро вычисляет местных мигрантов. Юля отправляет интимные фото Артемию, тот приезжает к ней на мотоцикле и в итоге увозит ее домой после очередной ссоры с отцом. Глеб напивается и уезжает на такси. | 21 сентября 2021 |
| 6       | Юля заказывает у своего одноклассника Шуляева видео, как он и его сподручные избивают подростков, которые носят реплику брендовой одежды. Затем она продает эти видео Лютой. По ошибки Шуляев избивает Мишу. Вяльбе советует Глебу хорошего адвоката, который может помочь ему выиграть дело в суде о лишении его родительских прав. Но его услуги стоят 10 тысяч евро. Глеб пытается обманом использовать деньги Регины, но обман раскрывается. Вяльбе хочет продать свою машину, чтобы помочь Глебу, но тот отказывается от ее помощи. | 23 сентября 2021 |
| 7       | Глеб начинает поиски пропавшей Юли – она уже три дня не приходит ночевать домой. Выясняется, что она живет у своего друга-одноклассника. Вскоре Юля решает сделать стрим в социальных сетях – она выходит на мост, где винит своего отца и Артемия в том, что они ее обманули. | 28 сентября 2021 |
| 8       | Юля хочет заключить брак с Артемием, теперь им нужно уговорить его маму, чтобы она дала свое согласие. С этим может помочь Глеб, но нужно ли ему это? Глеб разыскивает Шулю, который внезапно пропал. Одновременно с Глебом его ищут и бандиты. | 30 сентября 2021 |
| 9       | Барнашов арестовывает свою дочь и приводит ее в полицию на допрос – ведь это сейчас, самое безопасное для нее место. Глеб знает, что за ней ведут слежку и пытается помочь и спасти свою дочь. Он просит Вяльбе спрятать ее, а сам идет разбираться с бандитами. | 5 октября 2021   |

### Сезон 2
| № серии | Описание | Премьера         |
| ------- | --- | ---------------- |
| 1 (10)  | Три недели прошло с тех пор, как Юля уехала в Германию. От неё нет никаких вестей. Глеб встречается с Кравцовой, а Вяльбе по-прежнему в обиде на него. Внезапно Юля меняет аватарку в соцсети, но фото оказывается фейком, Барнашов бросает пить и начинает искать свою дочь.                                           | 24 августа 2023  |
| 2 (11)  | Юля обнаруживает, что пропал дед, в его квартире живут другие люди. Поиски отца приводят Барнашова к Макару, который делает Глебу заманчивое предложение. Юля отчаянно пытается восстановить дружбу с Мишей, но он не рад её возвращению.                                                                               | 24 августа 2023  |
| 3 (12)  | Барнашов хочет определить отца в ведомственный дом престарелых, и ему нужна подпись новой начальницы. Она ставит ему условие: Барнашов должен найти громкое дело. Юля сидит дома с дедом. Тем временем Миша зовёт её на концерт, и Юле приходится просить о помощи Кравцова.                                            | 31 августа 2023  |
| 4 (13)  | Глеб включает душного отца, и Юля ищет способ заработать деньги, чтобы доказать свою самостоятельность. Ей приходится обратиться к Лютой. Крис даёт Юле задание присмотреть за девушкой, которая решила продать девственность. В это время Барнашов пытается спасти подростка, которому светит реальный уголовный срок. | 7 сентября 2023  |
| 5 (14)  | Барнашов попадает в больницу с сотрясением мозга, и ему везде мерещится маленький мальчик. Юля возвращается в школу, где её начинают буллить за кражи телефонов. Миша предлагает ей вместе найти вора. | 14 сентября 2023 |
| 6 (15)  | Регина сообщает Глебу ошеломительную новость. Юля договаривается о сексе с Кравцовым. В этот же день Миша приглашает её на свой День рождения. Но Юля не приходит ни к Кравцову, ни к Мише. | 21 сентября 2023 |
| 7 (16)  | Барнашов не выполняет условия Макара и не находит Лютую. Макар даёт ему отсрочку на три дня, но Глеб тратит это время вовсе не на поиски. С каждым днём его всё сильнее тянет выпить, он держится из последних сил. | 28 сентября 2023 |
| 8 (17)  | Нашлась Лютая и теперь Барнашов в ответе ещё и за неё. Он хочет решить все проблемы разом, потому что считает, что ему нечего терять. На кону оказывается судьба его семьи. | 5 октября 2023   |